# Озеро Весны
О́зеро Весны́ (лат. Lacus Veris) — лунное море, расположенное в юго-западной части видимой стороны Луны. Селенографические координаты объекта — 16°30′ ю. ш. 86°06′ з. д. / 16,5° ю. ш. 86,1° з. д., диаметр составляет 396 км. Площадь моря составляет более 12 тыс. км². Возраст пород, по разным источникам, оценивается от 2,9 до 3,5 млрд лет. Во время исследований 1989 года, проведённых Космическим центр имени Линдона Джонсона это море было предложено, как одно из возможных мест для строительство лунной базы.